# PC Zone
PC Zone, fundada en 1993, fue la primera revista dedicada a juegos para ordenadores personales compatibles con IBM que se publicó en el Reino Unido. Las revistas de PC anteriores, como PC Leisure, PC Format y PC Plus, habían cubierto los juegos, pero solo como parte de un ámbito más amplio. El precursor de PC Zone fue el galardonado título multiformato Zero.
La revista fue publicada por Dennis Publishing Ltd. hasta 2004, cuando fue adquirida por Future plc junto con Computer And Video Games por 2,5 millones de libras.
En julio de 2010, Future plc anunció que PC Zone cerraría. El último número de PC Zone salió a la venta el 2 de septiembre de 2010.

## Primer número
PC Zone fue publicado por primera vez por Dennis Publishing en abril de 1993 y costó £ 3,95. Anunciada como la primera revista del Reino Unido dedicada exclusivamente a los juegos de PC, se vendió con dos disquetes que contenían demostraciones de los juegos. El primer editor fue Paul Lakin.
La revista se dividió en cuatro secciones: Reseñas, Planos, Artículos y Artículos habituales. Entre los primeros títulos que se analizaron estuvieron Dune II, Lemmings 2 y Stunt Island. La sección Blueprints incluía avances de nuevos juegos y la sección Features consistía en un artículo escrito sobre un área específica de interés en juegos, como el audio de juegos.
Entre los contenidos habituales se incluían un boletín de noticias, concursos y una Guía del comprador que incluía juegos recomendados.

## Evolución
En su encarnación original, PC Zone reconoció que su audiencia estaba compuesta en gran parte por hombres de entre 20 y 30 años y adoptó un tono adecuado a esa audiencia. Esto contrastaba con las revistas contemporáneas multiformato y de consola dirigidas a niños y adolescentes. Durante este período, la PC aún no era ampliamente reconocida como plataforma de juegos en el Reino Unido, una actitud que PC Zone posiblemente ayudó a cambiar al promover una sucesión de juegos notables como Star Control II, Star Wars: X-Wing, Ultima Underworld y Doom .
En 1995, bajo la dirección editorial inicial de John Davison y luego de Jeremy Wells (promovido de editor adjunto con Davison pasando a ser editor del título), la revista adoptó un tono que hacía fuerte referencia a la cultura masculina, que se había puesto de moda en revistas como FHM, Loaded y Maxim, compañera de cuadra de Dennis Publishing. Este período estuvo marcado por varios episodios moderadamente controvertidos, incluida la inclusión accidental de una modificación pornográfica de Doom en un CD-ROM montado en la cubierta, un artículo sobre el infame Frontier: First Encounters plagado de errores ilustrado con una gran fotografía de un trozo de excremento envuelto con un lazo, una prueba grupal de joystick que presentaba a una modelo vestida de monja (probando cada joystick en busca de «falusicidad») y un cómic de una página del colaborador habitual Charlie Brooker, que representa gráficamente la crueldad animal (originalmente pensada como un comentario sobre la violencia contra los animales retratada con frecuencia en los juegos de Tomb Raider ) que resultó en que el número ofensivo fuera retirado de W H Smith.
Hacia finales de la década, durante la dirección editorial de Chris Anderson, colaborador desde hacía mucho tiempo, la revista experimentó otro rediseño y se introdujo una metodología de puntuación más estricta. Durante un período de doce meses, era raro que un juego obtuviera una puntuación superior al 90%, aunque esto luego se relajó, lo que resultó en puntuaciones controvertidas del 94% y superiores para Black & White, Unreal II y otros. Fue en esa época cuando la revista retiró la columna Mr Cursor, de larga trayectoria, una serie de anécdotas humorísticas, casi autobiográficas, escritas por un Duncan MacDonald apenas disimulado, originalmente pensadas para ser un contrapunto a la naturaleza cargada de jerga de gran parte del resto del editorial.
Anderson fue sucedido por Dave Woods. La mayoría de las características recurrentes habituales utilizadas en la versión actual de la revista se introdujeron durante este período, y la contribución final de Woods fue el rediseño que marcó la entrega del título a Future plc y la edición a Jamie Sefton.

## DVD Zone
Cada número de PC Zone venía con un DVD-ROM que contenía demostraciones de juegos, videos, mods, controladores, software gratuito y parches, entre otras cosas. En ocasiones, la funda de DVD Zone contenía códigos únicos que brindaban a los lectores acceso a versiones beta del juego, pruebas y contenido del juego, entre otras cosas.

## Formato posterior
En octubre de 2005 se introdujo un nuevo formato de PC Zone para el número 159. En el número 220, la revista costaba £5,99 e incluía varias secciones regulares, entre ellas Supertest, donde los críticos discutían qué juego es el mejor en su género (más tarde solo audio); NeverQuest de Steve Hill, que seguía los intentos a menudo infructuosos de la incursión de Hill en los MMORPG; Developer's Commentary, en el que los desarrolladores miraban hacia atrás en sus títulos lanzados recientemente; Retro Zone, con un enfoque en una plataforma retro diferente emulada en PC cada mes; How To..., una guía con 8 consejos para un juego recientemente lanzado y una Guía del comprador, en la que se enumeraron los mejores juegos, divididos en 9 géneros. La Guía del comprador se desarrolló a partir de una lista indexada de todos los juegos reseñados en la publicación, junto con comentarios finales. Cuando la longevidad de la revista hizo que esto fuera completamente impráctico, se redujo a lo mejor de cada género, volviéndose más corta con cada rediseño.
A partir del número 220, los líderes en cada género son:
- Shooters: Half-Life 2 (incluyendo los Episodios) : 97% / 91% / 82%
- Estrategia: Empire: Total War :94%
- Acción/Aventura: Grand Theft Auto IV :91%
- MMO : World of Warcraft :95%
- Deporte: Football Manager 2010 :88%
- Simulación: X3: Reunion :92%
- Juegos de rol : The Elder Scrolls IV: Oblivion :95%
- Carreras: GTR 2 :92%
- Raros: Spora :95%

El juego más antiguo en la Guía del comprador fue Deus Ex, revisado en el número 93 y con una puntuación del 94%.

## Sistema de revisión
PC Zone se enorgullecía de su sistema de puntuación de reseñas, que se basaba en la idea de que el 50% era una calificación promedio. Como resultado, muchos editores acusaron a la revista de ser demasiado dura. Los juegos que obtuvieron una puntuación de entre 75 y 89% recibieron un premio Recomendado; los juegos que obtuvieron una puntuación de 90% o más recibieron un premio Clásico. Muy pocos juegos, quizá sólo diez al año, recibieron esta última distinción. Los juegos con una puntuación inferior al 20% recibieron el premio PC Zone Dump (anteriormente PC Zone Pants).
Como resultado combinado de su sistema de puntuación honesto y su antigüedad, PC Zone logró adquirir muchas exclusivas impresas del Reino Unido y del mundo en términos de noticias, avances y reseñas. PC Zone contenía avances exclusivos mundiales de Half-Life 2, Doom 3 y Deus Ex, el primero de los cuales logró una puntuación casi récord del 97%, una clasificación que compartió con otros tres juegos: Quake II, Alone in the Dark 2 y el relativamente desconocido simulador de vuelo EF2000 .
El juego con la puntuación más baja de la historia fue Big Brother: The Game en 2000. Obtuvo una puntuación del 1%, resumida con «Realmente lamentable, y el hecho de que Infogrames no haya metido el juego en una caja y solo esté cobrando diez libras muestra lo avergonzados que están por este pedazo de basura». El lanzamiento no relacionado con un juego con la puntuación más baja fue Page 3 Calendar & Screensaver en 1996, que logró una puntuación negativa de -10%.

## Personal
El último editor fue Steve Hogarty, quien se fue en julio de 2010 y no fue reemplazado. Reemplazó a Ali Wood, quien se fue en diciembre de 2009. El editor anterior Will Porter reemplazó a Jamie Sefton en marzo de 2008, quien a su vez fue el reemplazo de Dave Woods después del rediseño de la revista a fines de 2005. Steve Spence editó la sección de hardware hasta que fue asumida por Philip Wand (quien también escribió Dear Wandy, una sección mensual con preguntas técnicas de los lectores que comenzó como Dear Wazza bajo la dirección de Warren Christmas) a finales de 2004. Hubo foros de discusión en el sitio web oficial de PC Zone, así como en el propio sitio Dear Wandy de Philip Wand. Allí, los miembros podrían solicitar asistencia técnica y discutir sobre juegos en general.
Pavel Barter contribuyó con un artículo de investigación regular titulado Informe especial, que se centraba en varios aspectos de la industria de los videojuegos en general, así como en figuras notables del mundo de los videojuegos y los detalles del proceso de desarrollo.
Dan Marshall contribuyó regularmente con una columna titulada Cómo hacer un juego que detallaba el desarrollo de su primer juego, Gibbage. Gibbage luego recibió el premio «Juego Indiezone del mes» con un 71% cuando fue revisado. Marshall se fue, pero escribió reseñas independientes para la revista.
Otros escritores independientes habituales fueron Jon 'Log' Blyth, Ed Zitron, Steve Hill, Martin Korda, Rhianna Pratchett, Richie Shoemaker, Daniel Emery, Paul Presley y David McCandless .
El presentador de televisión y colaborador de periódicos Charlie Brooker también fue un habitual durante la década de 1990, reseñando juegos y contribuyendo con piezas humorísticas como «Sick Notes» y «Cybertwats».